# Dasyatis matsubarai
Dasyatis matsubarai е вид хрущялна риба от семейство Dasyatidae.

## Разпространение
Видът е разпространен в Русия (Приморски край) и Япония.